# 바다 파브
바다 파브(마라티어: वडा पाव)는 인도의 길거리 음식이다. 번에 바타타 바다(감자 바라)를 끼우고 차트니와 풋고추를 곁들여 내는 채식 샌드위치의 일종으로, 마하라슈트라주 뭄바이에서 유래한 음식이다. 뭄바이 버거(영어: Mumbai burger)로도 불린다.

## 같이 보기
- 반 카바브
- 칩 버티
- 크리스프 샌드위치
- 호스슈 샌드위치